# Eriopyga leucopera
Eriopyga leucopera là một loài bướm đêm trong họ Noctuidae.